# Germana de Foix
Germana de Foix (Foix, 1488 - Llíria, 15 d'octubre de 1536) fou virreina de València (1523-1536), reina consort d'Aragó (1505-1516) i vescomtessa de Castellbò (1513-1536). Fou la segona esposa de Ferran el Catòlic (1505-1516); després de la mort d'aquest, es casà amb Joan de Brandeburg-Ansbach (1519-1525); i finalment, després de quedar vídua novament, amb Ferran d'Aragó, duc de Calàbria (1526-1536).

## Biografia
Úrsula Germana de Foix nasqué a Foix (País de Foix, França) en 1488 i morí a Llíria (València) en 1536. Filla de Joan de Foix, comte d'Étampes i vescomte de Narbona, i de Maria d'Orleans, germana de Lluís XII de França. Pertanyia a la noble casa francesa de Foix, que havia regnat a Navarra. Fou educada en la cultura francoborgonyona a la cort del seu oncle matern Lluís XII de França, on aprengué a llegir, a ballar i a tocar el llaüt, i es preparà per a contraure un matrimoni que preservés els interessos del seu llinatge.
Es casà el 15 de març de 1506, a divuit anys, amb Ferran II d'Aragó, vidu d'Isabel I de Castella. Arribada a València, els seus costums i la seua cultura francoborgonyona, distintes de l'ascetisme i de la rigidesa de la reina Isabel, desconcertaren la cort castellana. Germana de Foix coneixia les habilitats socials per a moure's amb desimboltura a la cort, i mostrà un model femení que xocava amb el referent d'ideal d'educació femenina basat en la sobrietat i els textos religiosos, que havia impulsat Isabel la Catòlica. Per aquest motiu, Germana de Foix fou criticada per la seva frivolitat.
Encara que era probablement una relació romàntica la que tingueren ambdós, una raó important de la unió era establir una treva entre el Regne de França i el Regne de Castella. Així, pel Tractat de Blois es dictaminà que Germana rebia els drets dinàstics del Regne de Nàpols i li concedí el títol de reina de Jerusalem. Enric VIII d'Anglaterra, gendre de Ferran pel seu matrimoni amb Caterina d'Aragó, es veié traït i, enfadat, en un acte de venjança, casà la seva germana petita, Maria Tudor, amb Lluís XII de França, un rei envellit, però enriquit; tanmateix, tot es perdé arran la mort d'aquest a poc més de dos mesos i mig després del casament.
Del matrimoni de Germana de Foix amb Ferran II el Catòlic nasqué un fill, Joan, que morí poc després de néixer el 3 de maig de 1509. D'haver sobreviscut hauria heretat els estats de la corona d'Aragó, patrimoni patern, i hauria impedit la unitat que s'aconseguí en la persona de Carles I.
Vídua en 1516, rebé un generós dot per a mantenir el seu estatus reial, i així refermà les crítiques que l'acusaven de supèrbia i luxúria. Vídua en un país estranger, tenia prohibit abandonar la Península. Tot i el seu estatus regi s'hagué de sotmetre al nou rei Carles I. Germana es retirà al monestir de Guadalupe i renuncià als seus drets dinàstics sobre la corona de Navarra. Així mateix, cedí a Carles I els seus dominis del sud de França i totes les terres i rendes d'Itàlia. És un fet constatat que Carles I va controlar i gestionar els assumptes de l'última reina d'Aragó, entre ells els seus dos criticats nous matrimonis.
En 1519 Germana de Foix fou casada amb el marquès de Brandemburg, Joan de Brandenburg. i s'establiren a València el 1523, on ella fou nomenada virreina i el seu segon marit capità general. Aquest segon matrimoni, que tan sols durà fins al 1525, quan Germana tornà a enviduar, i la sagnant repressió de les Germanies durant el seu virregnat empitjorà encara més la seva imatge. A València fou nomenada lloctinent i virreina, i encetà un dur procés de repressió contra els agermanats, hi ordenà l'execució de més d'un centenar de persones, tot i que les cròniques coetànies eleven a 800 el nombre d'execucions. A més, imposà unes fortes multes als gremis, ciutats i viles agermanades (al voltant de dos milions i mig de ducats en el conjunt del Regne, quantitat que trigaria molts anys a pagar-se). Germana de Foix és considerada pels historiadors de la llengua un punt d'inflexió en el procés castellanitzant del Regne de València.
El 13 de maig de 1526 es casà amb Ferran d'Aragó, duc de Calàbria, amb qui compartí el segon virregnat valencià. En aquests anys junts desenvoluparen el cerimonial que alimentà la fama del Palau Reial valencià, adaptant-lo als gustos renaixentistes amb biblioteca, capella musical, col·leccions de tapissos i ceràmiques, i un magnífic jardí per a estimular la creativitat i l'intel·lecte.
Germana de Foix fou també la fundadora del Monestir de Sant Miquel dels Reis a la ciutat de València.

## Galeria d'escuts

Escut com reina consort de la Corona d'Aragó
Escut a partir del seu segon matrimoni